# Schaubek-Verlag
Der Schaubek-Verlag in Markranstädt ist ein Spezialist für Briefmarkenvordruckalben zahlreicher Sammelgebiete. Seit 1871 verlegt er das bekannte Schaubek-Album.

## Unternehmensgeschichte

### Verlagsgründung und Entwicklung bis 1930
Die Geschichte des Schaubek-Verlags begann bereits 1837, als der Leipziger Buchhändler Gustav Wuttig das Literarische Museum erwarb. Zeitungen und Zeitschriften aus der ganzen Welt lagen hier aus, die Menschen nutzten diesen Ort, um sich über die aktuellen Geschehnisse zu informieren. Mit der weltweit ersten Briefmarke, die in England erschien, stieg die Bedeutung Leipzigs sowie des Literarischen Museums noch weiter an. Wuttig, selbst passionierter Briefmarkensammler, brachte schließlich 1862 das erste deutsche Briefmarkenalbum heraus. Es sollte möglichst schnell auf dem Markt sein und wurde deshalb in losen Blättern verkauft. Die darauffolgenden Alben erschienen gebunden, auch sie verzeichneten einen großen Erfolg. Gustav Wuttig wurde zu dieser Zeit von Julius Kümmel und Gustav Bauschke tatkräftig unterstützt. Letzterer kaufte dann 1864 die Verlagsrechte an dem Album, das seitdem bis 1868 unter dem Namen „G. Bauschke – Album für Briefmarken“ erschien. 1867 gingen die Rechte des Albums auf Julius Kümmel über, da Gustav Bauschke erkrankte. Julius Kümmel führte die Arbeit an der Weiterentwicklung des Albums bis 1870 fort, stellte jedoch später seine Verlagstätigkeit ein.

In der Zwischenzeit hatte Gustav Bauschke in Dresden Alfred Moschkau kennengelernt. Dieser besaß eine für damalige Verhältnisse fast vollständige Briefmarkensammlung. Die Briefmarken befanden sich allerdings noch auf losen Blättern, sortiert nach den Ausgabejahren. Inspiriert durch das Sammelprinzip von Moschkau, kam Gustav Bauschke auf die Idee, erneut ein Briefmarkenalbum herauszubringen.

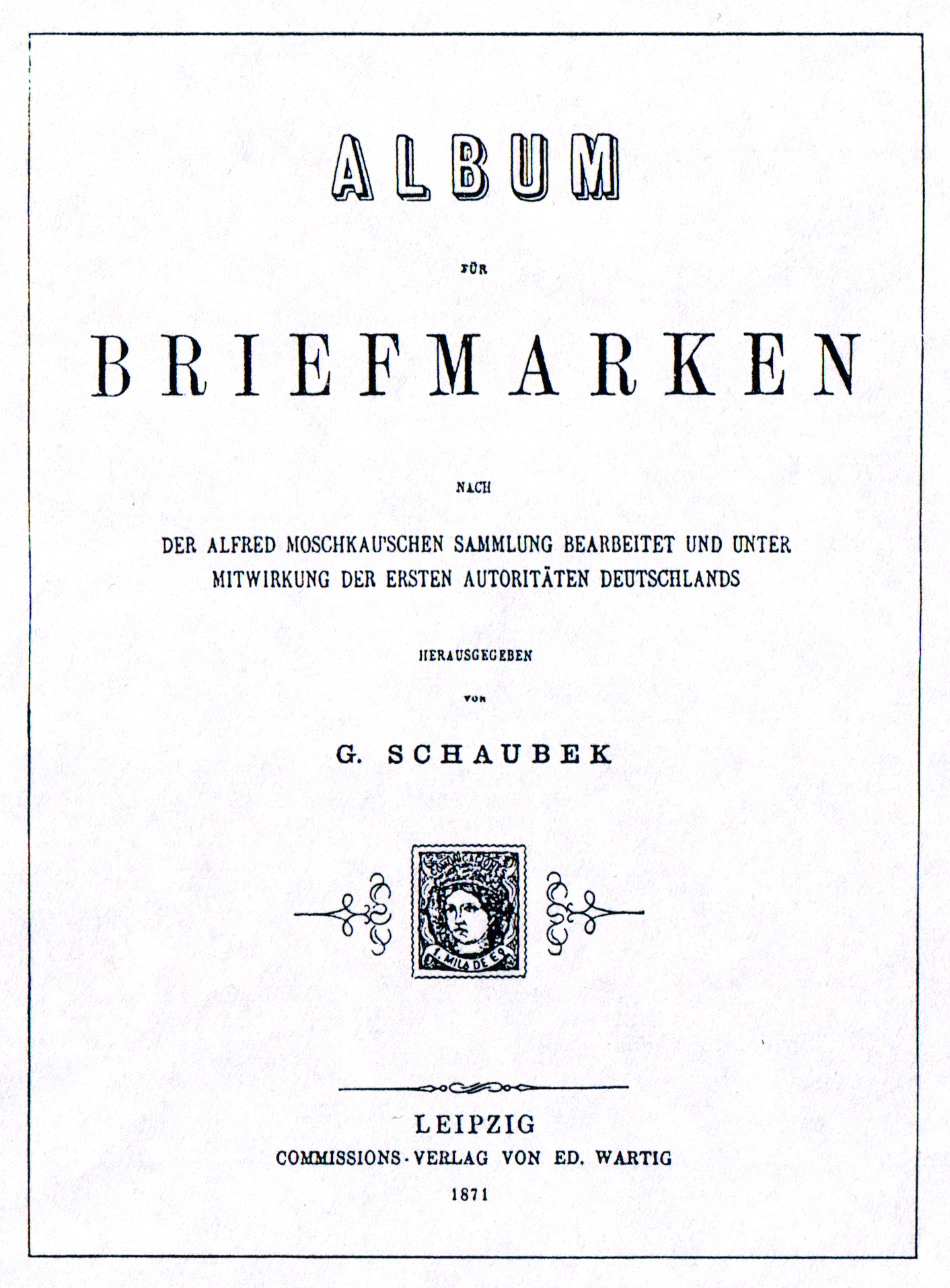
Album für Briefmarken, herausgegeben von G. Schaubek, 1. Auflage 1871

1871 erschien dann, unter Verwendung eines Anagramms von Bauschkes Nachnamen und mit der Hilfe des Verlegers Eduard Wartig, das „Album für Briefmarken, unter Mitwirkung der ersten Autoritäten Deutschlands, herausgegeben von G. Schaubek“. Das erste Album war ein voller Erfolg und begeisterte die Sammler so sehr, dass die 10.000 Exemplare schnell ausverkauft waren und bereits acht Monate später die zweite Auflage des Albums erschien. Von dieser verkauften sich 8.000 Exemplare und von der dritten Auflage 1873 erneut 10.000 Exemplare. Aufgrund seiner Krankheit konnte Bauschke seine Arbeit nicht weiterführen und musste schließlich 1876 die Rechte am Schaubek-Album verkaufen. Sie gingen für 10.000 Goldmark an den Briefmarkenhändler Louis Senf.
 1877 erschien unter der Leitung von Louis Senf die vierte Auflage unter dem Namen „Schaubek’s Briefmarken-Album“. In dieser Auflage gab es ca. 1000 neue Markenabbildungen, das Schaubek-Prinzip, die freie linke Seite, behielt Senf bei. Ab 1883, mit der fünften Ausgabe, befanden sich die Abbildungen in einem schwarzen Rahmen. Mit großem Erfolg kamen Mitte der 1880er Jahre die ersten Alben im Zweifarbdruck auf den Markt. Außerdem erschien die erste fremdsprachige Ausgabe. Richard Senf trat 1880 in den Verlag seines Bruders ein und übernahm die Bearbeitung des Schaubek-Albums. So konnte Bauschkes Album im Verlag der Gebrüder Senf bis zur 15. Auflage weitergeführt werden.
Am 12. März 1894 kaufte der Leipziger Carl Friedrich Lücke sämtliche Rechte am Schaubek-Album für seine neue Firma C. F. Lücke. Mit ihm kamen viele Neuerungen für das Album: inhaltliche Verbesserungen, dreisprachige Texte (deutsch, englisch, französisch), Ausgaben für jugendliche Sammler sowie Alben mit Nachträgen. Letzteres stellte die wohl bedeutendste Neuerung dar. Durch die Nachträge war es dem Sammler möglich, eine bereits begonnene Sammlung ohne Umkleben weiterzuführen.

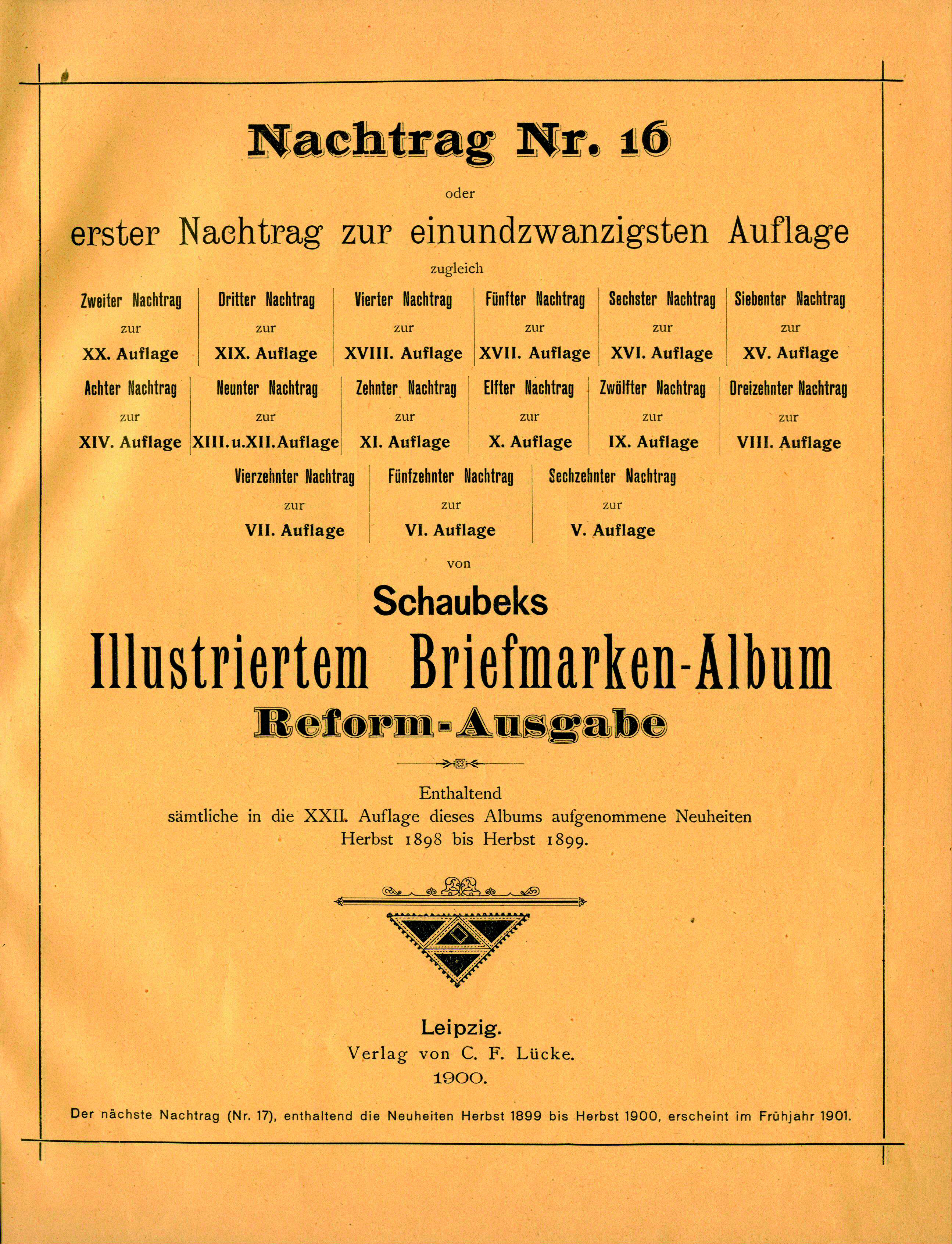
Nachtrag Nr. 16 zu Schaubeks Illustriertem Briefmarken-Album, Reform-Ausgabe 1900

1906 erschienen die ersten Permanentausgaben. Diese zeichneten sich durch ihre auswechselbaren Blätter aus. Man erhielt so dauerhafte Gebrauchsfähigkeit und konnte die nun jährlich erscheinenden Nachträge zeitlich richtig in das Album einordnen.
Die Viktoria-Ausgabe des Schaubek-Albums wurde in einer Zeit hergestellt, als Briefmarkenkataloge noch nicht regelmäßig erhältlich waren. Deshalb enthielt es außer den Markenfeldern auch noch eine Katalogspalte.

### Übernahme des Verlags durch die Familie Junck
1930 übernahm die Familie Junck den Verlag C. F. Lücke unter Beibehaltung des Namens. So konnte der Erfolg des Schaubek-Albums, mit steigender Beliebtheit im Ausland, weitergeführt werden. Anfang der 1930er Jahre wurde mit der Herausgabe von Deutschland-Alben begonnen. Damit ging man den ersten Schritt weg von „Ganze-Welt-Alben“ hin zu den heute gängigen Länderalben. Im Oktober 1933 erschien der philatelistische Almanach „Schaubek Deutscher Philatelisten-Kalender“. In dieser Zeit wurden auch die Rechte an der Fachzeitschrift „Die Post“ erworben, um deren Erfolg sich vor allem Fritz Junck verdient machte. Sie musste trotz guter Verkaufszahlen 1943 kriegsbedingt aufgrund von Papiermangel eingestellt werden. Die schwierigen Kriegsjahre, die auch durch den frühen Tod von Fritz Junck gezeichnet waren, konnte das Schaubek-Album bewältigen.

### Der Wiederaufbau nach dem Zweiten Weltkrieg in der SBZ/DDR
Obwohl sich der Verlagsort nach dem Krieg in der Sowjetischen Besatzungszone befand, die viele andere Verlage, wie z. B. der Schwaneberger Verlag, aus wirtschaftlichen und politischen Erwägungen verließen, blieb der C. F. Lücke Verlag seinem bisherigen Standort Leipzig treu und baute das Verlagsgeschäft mit dem Schaubek-Album wieder auf. 1955 entwickelte der Verlag die „Brilliant“-Ausgabe mit Schaufix-Klemmtaschen. Dies ist eine Folientasche mit doppelter Klemmnaht zur Aufnahme und Fixierung der Briefmarke. Die Klemmtasche ermöglicht also eine sichere Aufbewahrung der postfrischen Marken ohne Beschädigung der Gummierung. Ab 1969 wurde die Blattstanzung mit Längsschlitzen eingeführt; somit konnte das aufgeschlagene Album an jeder beliebigen Stelle flach liegen.
Neben vielen anderen Verlagen wurde auch der C. F. Lücke Verlag 1972 verstaatlicht und firmierte nun unter VEB Schaubek-Verlag. Der alte Markenname wurde seiner Bekanntheit wegen beibehalten, was vor allem für das Exportgeschäft bedeutsam war. Allerdings litt die Qualität der Alben zum Leidwesen vieler Schaubek-Freunde in den folgenden Jahren. Die Papier- und Verarbeitungsqualität entsprachen oft nicht den üblichen Schaubek-Ansprüchen. Die Vordruckblätter wurden in zwei Qualitätsstufen gefertigt: Zum einen gab es die „Brillant“-Ausführung mit den Schaufix-Klemmtaschen von hawid, Berlin, für den Export in das westliche Ausland, und zum anderen wurde die „Diamant“-Ausführung mit Klemmtaschen aus heimischer Produktion für die Sammler in der DDR und Osteuropa ausgeliefert.

Verlagsgebäude seit 1994

### Reprivatisierung nach der deutschen Wiedervereinigung
Am 1. September 1990 konnte der Verlag erfolgreich reprivatisiert und fortan unter dem Namen Schaubek-Verlag Leipzig als Familienunternehmen im Besitz der Familie Junck bzw. deren Nachkommen weitergeführt werden. Im Oktober 1994 bezog der Verlag sein erstes verlagseigenes Gebäude in Markranstädt. 1996 wurde das Münzzubehörprogramm der Firma Ernst Keller übernommen. Das Unternehmen ist offizieller Großhändler des Michel-Katalogs für die neuen Bundesländer.